# Birthe Kundrus
Birthe Kundrus (* 20. Juni 1963 in Hamburg) ist eine deutsche Historikerin.
Birthe Kundrus besuchte von 1973 bis 1982 die Sachsenwaldschule in Reinbek. Anschließend studierte sie von 1983 bis 1989 Mittlere und Neuere Geschichte, Politische Wissenschaften sowie Sozial- und Wirtschaftsgeschichte an der Universität Hamburg. 1993 promovierte sie an der Universität Bielefeld mit der von Klaus Saul und Gisela Bock betreuten Dissertation Kriegerfrauen – Sozialpolitik und Geschlechterverhältnisse im Ersten und Zweiten Weltkrieg in Deutschland. Von 1994 bis 1998 war Kundrus wissenschaftliche Assistentin an der Universität Oldenburg. Im Jahr 2002 erfolgte ihre Habilitation bei Saul an der Universität Oldenburg mit der Studie Moderne Imperialisten. Das Kaiserreich im Spiegel seiner Kolonien. Kundrus war danach von 1998 bis zum Februar 2003 Mitarbeiterin an der Universität Oldenburg. Von 2003 bis 2009 war sie Wissenschaftliche Mitarbeiterin am Hamburger Institut für Sozialforschung. Seit 1. Januar 2010 lehrt Kundrus als Professorin für Sozial- und Wirtschaftsgeschichte/Sozialgeschichte am Historischen Seminar der Universität Hamburg.
Ihre Forschungsschwerpunkte sind die Sozial- und Kulturgeschichte des 19. und 20. Jahrhunderts, die Geschlechtergeschichte, die Theorie und Geschichte der Gewalt Colonial/Postcolonial Studies sowie die Erinnerungskulturen. Kundrus ist Mitglied im Verband der Historiker und Historikerinnen Deutschlands, im wissenschaftlichen Beirat der Historischen Zeitschrift (seit 2011), im Beirat der Forschungsstelle für Zeitgeschichte (seit 2013) und in der Fachkommission der KZ-Gedenkstätte Neuengamme (seit 2016). Sie ist Mitherausgeberin der Reihe Beiträge zur Geschichte des Nationalsozialismus.

## Schriften
Monografien
- „Dieser Krieg ist der große Rassenkrieg“. Krieg und Holocaust in Europa. Beck, München 2018, ISBN 978-3-406-67521-8.
- Moderne Imperialisten. Das Kaiserreich im Spiegel seiner Kolonien. Böhlau, Köln u. a. 2003, ISBN 3-412-18702-X (Zugleich: Oldenburg, Universität, Habilitations-Schrift, 2002).
- Kriegerfrauen. Familienpolitik und Geschlechterverhältnisse im Ersten und Zweiten Weltkrieg (= Hamburger Beiträge zur Sozial- und Zeitgeschichte. Band 32). Christians, Hamburg 1995, ISBN 3-7672-1246-3 (Teilweise zugleich: Bielefeld, Universität, Dissertation, 1993).

Herausgeberschaften
- mit Sybille Steinbacher: Kontinuitäten und Diskontinuitäten. Der Nationalsozialismus in der Geschichte des 20. Jahrhunderts (= Beiträge zur Geschichte des Nationalsozialismus. Band 29). Wallstein-Verlag, Göttingen 2013, ISBN 978-383-53130-2-6.
- mit Dierk Walter: Waffen – Wissen – Wandel. Anpassung und Lernen in transkulturellen Erstkonflikten. Hamburger Edition, Hamburg 2012, ISBN 3-86854-241-8.
- Phantasiereiche. Zur Kulturgeschichte des deutschen Kolonialismus. Campus Verlag, Frankfurt am Main u. a. 2003, ISBN 978-3-593-37232-7.